# Courlandon
Courlandon est une commune française, située dans le département de la Marne en région Grand Est.

## Géographie

### Localisation
Courlandon se trouve au nord-ouest du département de la Marne, en région Grand Est. La commune appartient à la région agricole du Tardenois.
La commune de Courlandon s'étend sur une superficie de 340 hectares. Elle se trouve dans la vallée de la Vesle, rivière qui marque la limite sud de son territoire. L'altitude y varie de 62 à 175 mètres : elle est inférieure à 70 mètres dans le village et en bordure de la Vesle, puis s'élève à mesure que l'on se dirige vers le nord de la commune.
Par la route, Courlandon se situe à 72 km de Châlons-en-Champagne, préfecture du département, à 25 km de Reims, sous-préfecture, et à 5 km de Fismes, bureau centralisateur du canton de Fismes-Montagne de Reims dont dépend Courlandon depuis 2015. La commune fait en outre partie du bassin de vie de Fismes.
Courlandon est limitrophe de 5 communes :
| Baslieux-lès-Fismes |            | Romain           |
|                     | Courlandon |                  |
| Fismes              | Magneux    | Breuil-sur-Vesle |

### Hydrographie

#### Réseau hydrographique

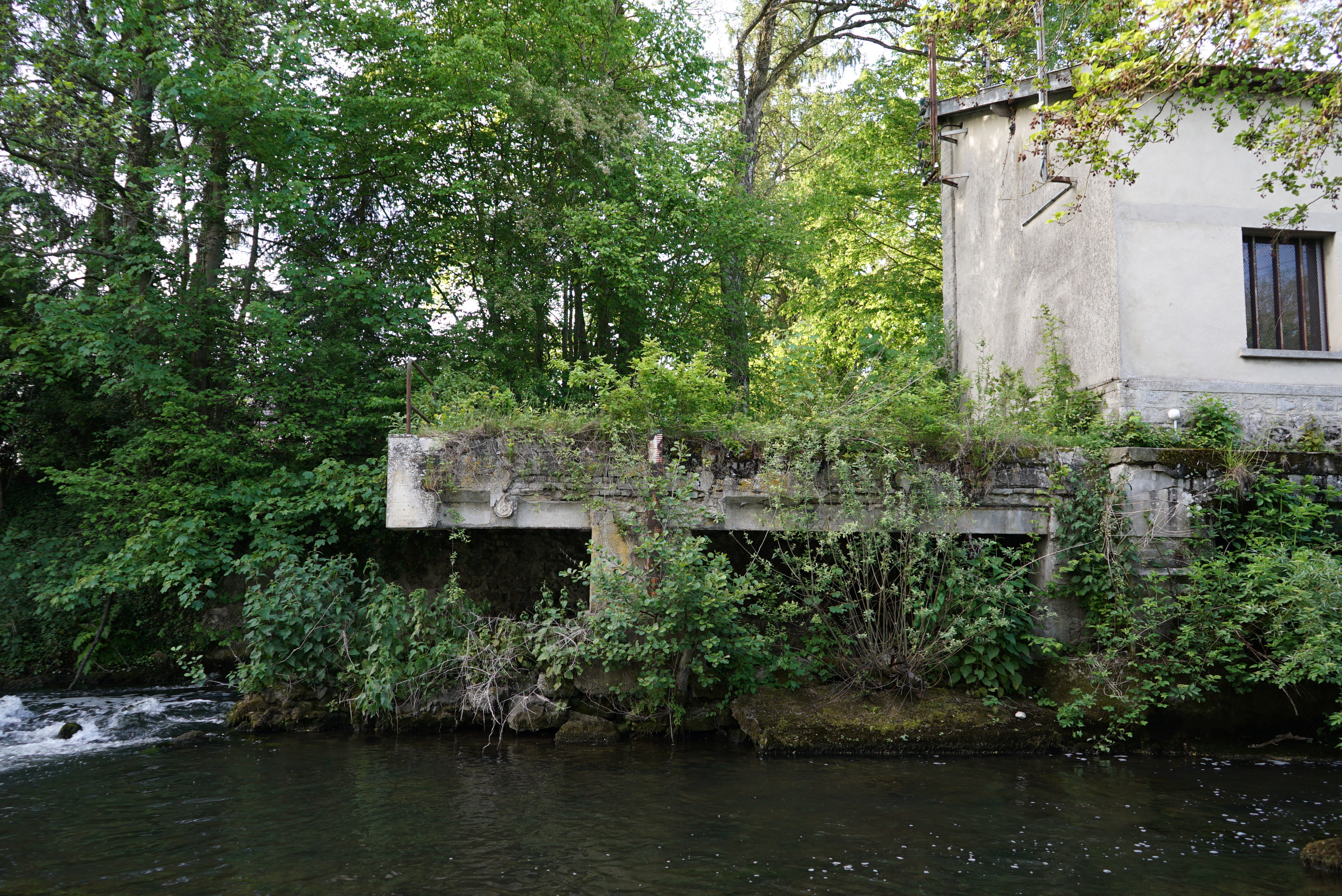
L'ancien moulin sur la Vesle, devenu une usine hydroélectrique.

La commune est dans la région hydrographique « la Seine du confluent de l'Oise (inclus) à l'embouchure » au sein du bassin Seine-Normandie. Elle est drainée par la Vesle,.
La Vesle, d'une longueur de 139 km, prend sa source dans la commune de Somme-Vesle et se jette  dans l'Aisne à Ciry-Salsogne, après avoir traversé 52 communes. 
Sept plans d'eau complètent le réseau hydrographique : le plan d'eau 1 des le marais de Magneux (3,8 ha), le plan d'eau 1 du le marais de Vendière, d'une superficie totale de 9,9 ha (8,4 ha sur la commune), le plan d'eau 2 des le marais de Magneux (4 ha), le plan d'eau 2 du le marais de Vendière (2,9 ha), le plan d'eau 3 des le marais de Magneux (3,3 ha), le plan d'eau 4 des le marais de Magneux (2,6 ha) et le plan d'eau 5 des le marais de Magneux, d'une superficie totale de 3 ha (2,5 ha sur la commune),.

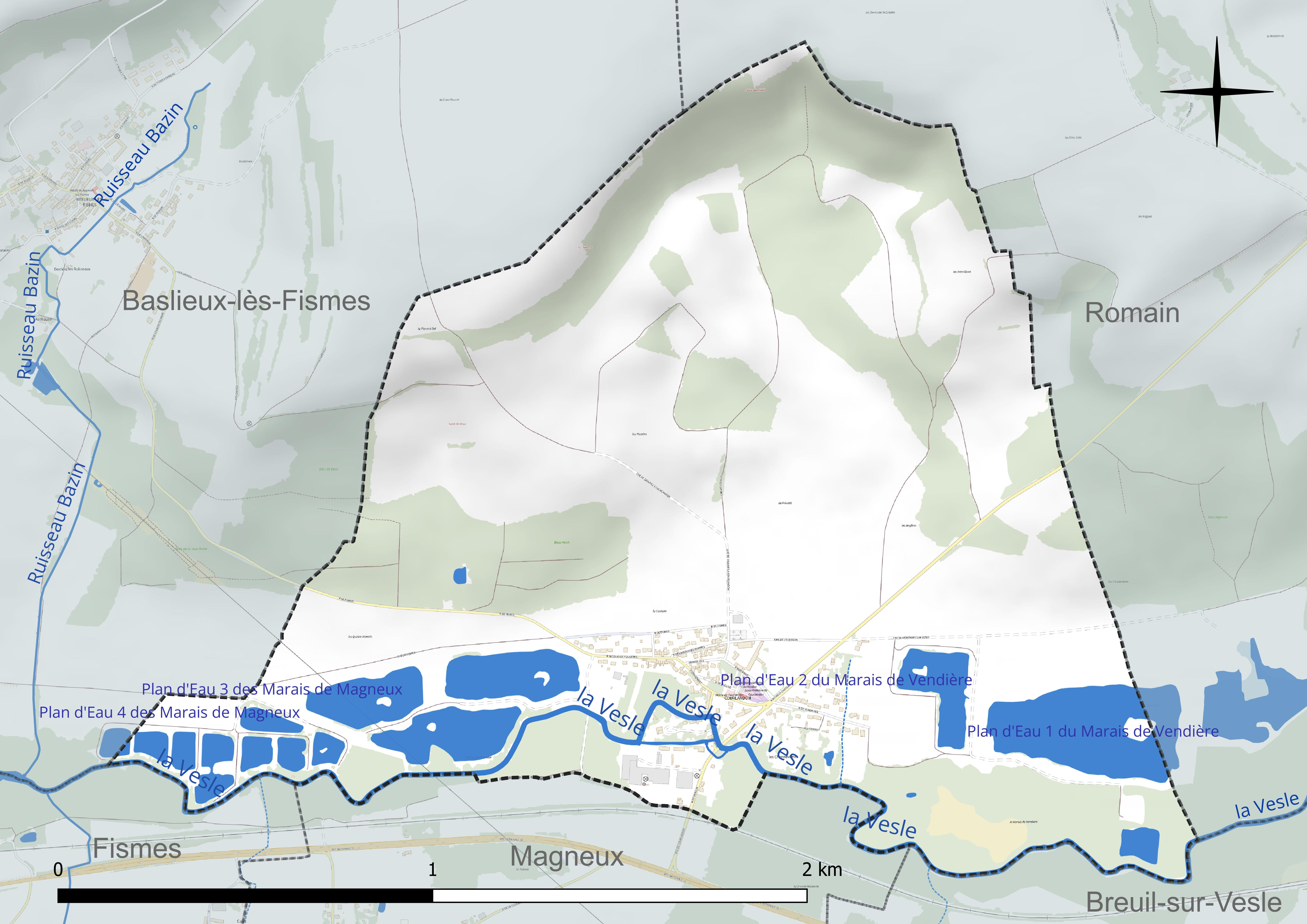
Réseau hydrographique de Courlandon.

#### Gestion et qualité des eaux
Le territoire communal est couvert par le schéma d'aménagement et de gestion des eaux (SAGE) « Aisne Vesle Suippe ». Ce document de planification, dont le territoire s’étend sur 3 096 km2 répartis sur trois départements (Aisne, Marne et Ardennes) et deux régions (Champagne-Ardenne et Picardie), a été approuvé le 16 décembre 2013. La structure porteuse de l'élaboration et de la mise en œuvre est le Syndicat d’aménagement des bassins Aisne Vesle Suippe (SIABAVES). 
La qualité des cours d’eau peut être consultée sur un site dédié géré par les agences de l’eau et l’Agence française pour la biodiversité. 

### Climat
Pour des articles plus généraux, voir Climat du Grand Est et Climat de la Marne.
En 2010, le climat de la commune est de type climat océanique dégradé des plaines du Centre et du Nord, selon une étude du Centre national de la recherche scientifique s'appuyant sur une série de données couvrant la période 1971-2000. En 2020, Météo-France publie une typologie des climats de la France métropolitaine dans laquelle la commune est exposée à un climat océanique altéré et est dans la région climatique  Nord-est du bassin Parisien, caractérisée par un ensoleillement médiocre, une pluviométrie moyenne régulièrement répartie au cours de l’année et un hiver froid (3 °C). 
Pour la période 1971-2000, la température annuelle moyenne est de 10,3 °C, avec une amplitude thermique annuelle de 15,1 °C. Le cumul annuel moyen de précipitations est de 700 mm, avec 12,9 jours de précipitations en janvier et 8,4 jours en juillet. Pour la période 1991-2020, la température moyenne annuelle observée sur la station météorologique de Météo-France la plus proche, « Braine », sur la commune de Braine à 15 km à vol d'oiseau, est de 11,3 °C et le cumul annuel moyen de précipitations est de 662,7 mm. 
La température maximale relevée sur cette station est de 42,1 °C, atteinte le 25 juillet 2019 ; la température minimale est de −15,7 °C, atteinte le 1er janvier 1997,,. 
Les paramètres climatiques de la commune ont été estimés pour le milieu du siècle (2041-2070) selon différents scénarios d'émission de gaz à effet de serre à partir des nouvelles projections climatiques de référence DRIAS-2020. Ils sont consultables sur un site dédié publié par Météo-France en novembre 2022.

## Urbanisme

### Typologie
Au 1er janvier 2024, Courlandon est catégorisée commune rurale à habitat dispersé, selon la nouvelle grille communale de densité à sept niveaux définie par l'Insee en 2022.
Elle est située hors unité urbaine. Par ailleurs la commune fait partie de l'aire d'attraction de Reims, dont elle est une commune de la couronne,. Cette aire, qui regroupe 294 communes, est catégorisée dans les aires de 200 000 à moins de 700 000 habitants,.

### Occupation des sols
L'occupation des sols de la commune, telle qu'elle ressort de la base de données européenne d’occupation biophysique des sols Corine Land Cover (CLC), est marquée par l'importance des territoires agricoles (48,9 % en 2018), en diminution par rapport à 1990 (60,7 %). La répartition détaillée en 2018 est la suivante : 
terres arables (41,7 %), forêts (31,2 %), eaux continentales (12,7 %), zones urbanisées (7,2 %), zones agricoles hétérogènes (7,2 %). L'évolution de l’occupation des sols de la commune et de ses infrastructures peut être observée sur les différentes représentations cartographiques du territoire : la carte de Cassini (XVIIIe siècle), la carte d'état-major (1820-1866) et les cartes ou photos aériennes de l'IGN pour la période actuelle (1950 à aujourd'hui).

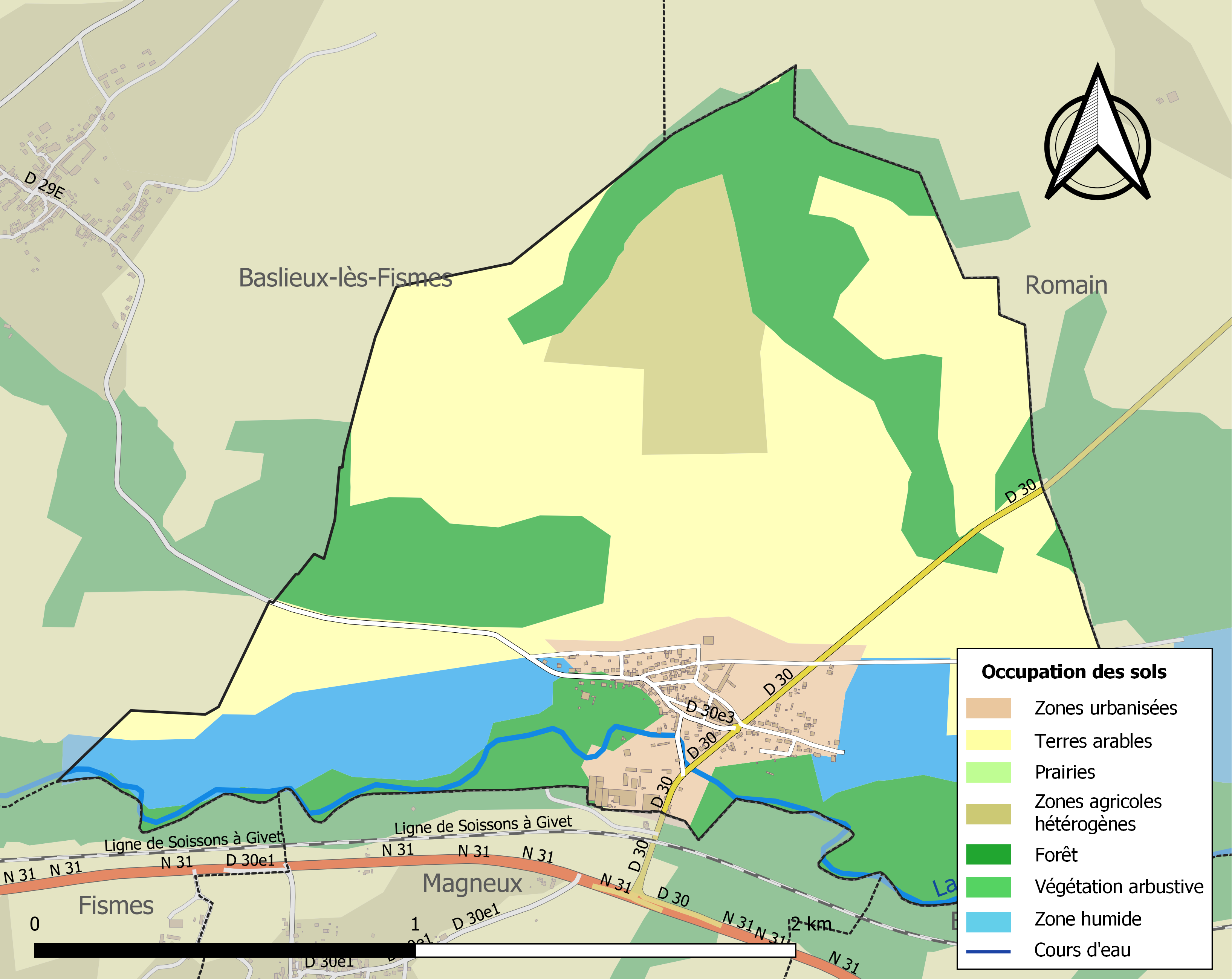
Carte des infrastructures et de l'occupation des sols de la commune en 2018 (CLC).

### Voies de communication et transports

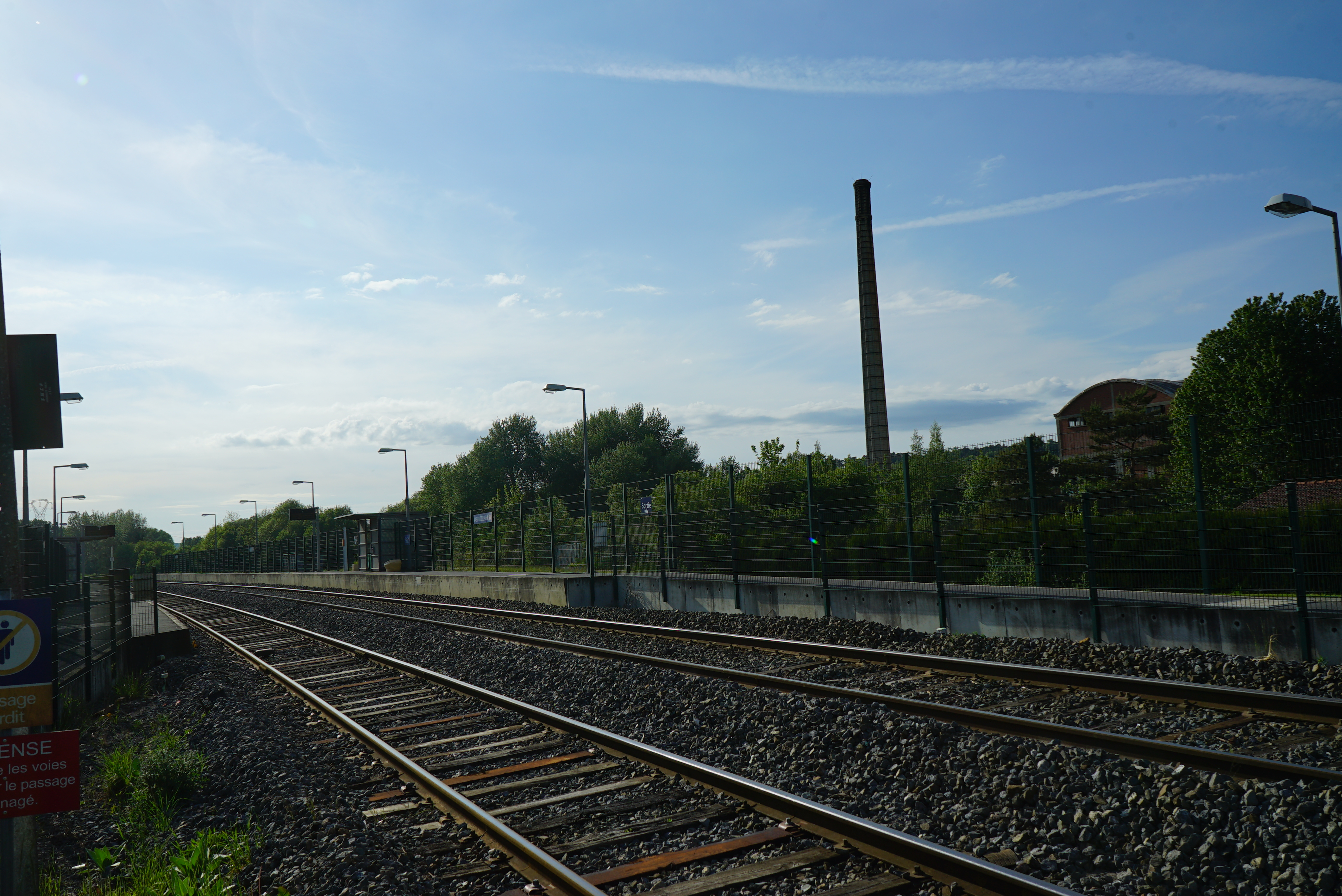
La gare de Magneux - Courlandon.

Courlandon se situe à l'est de Fismes en direction de Reims juste à côté de la voie ferrée et de la N 31.
La commune est desservie par la ligne de Soissons à Givet qui s'arrête en la gare de Magneux - Courlandon.

## Toponymie
Le nom de la localité est attesté sous les formes Curtis Landonis (1146) ; Corlandun (1146) ; Curlandon (1148) ; Curlando, Curtlandon (1156) ; Curlandun (1158) ; Curia Landonis (1160) ; Curtlandun (1164) ; Corlandon (1187) ; Corlando (1207) ; Corlandum (vers 1222) ; Collendon (1234) ; Courllandon (vers 1252) ; Courlando, Coullando (1255) ; Collandonnum (1255) ; Collandom (1256-1270) ; Coullandonum (1270) ; Coulandon, Coullandon (vers 1274) ; Courlandon (1300) ; Courlandonnum, Courlandum (1306) ; Courlandunum (1303-1312).

## Politique et administration

### Intercommunalité
La commune, antérieurement membre de la communauté de communes Ardre et Vesle, est membre, depuis le 1er janvier 2014, de la communauté de communes Fismes Ardre et Vesle.
En effet, conformément au schéma départemental de coopération intercommunale de la Marne du 15 décembre 2011, les anciennes communautés de communes CC des Deux Vallées du Canton de Fismes (9 communes) et CC Ardre et Vesle (11 communes) ont fusionné par arrêté préfectoral du 23 mai 2013, afin de former à compter du 1er janvier 2014 la nouvelle communauté de communes Fismes Ardre et Vesle.

### Liste des maires
| Période                                  | Période    | Identité         | Étiquette | Qualité                         |
| ---------------------------------------- | ---------- | ---------------- | --------- | ------------------------------- |
| Les données manquantes sont à compléter. |            |                  |           |                                 |
| avant 1874                               | après 1876 | Moulin           |           |                                 |
| 1879                                     |            | Itasse           |           |                                 |
| 1945                                     | 1970       | Pierre Viard     |           |                                 |
| 1970                                     | 1995       | Jacques Schmit   |           |                                 |
| 1995                                     | mars 2006  | Serge Mauvezin   |           |                                 |
| mars 2006                                | mai 2020   | Philippe Meriaux |           | Réélu pour le mandat 2014-2020, |
| mai 2020                                 | En cours   | Patrice Morel    |           |                                 |

## Population et société

### Démographie
L'évolution du nombre d'habitants est connue à travers les recensements de la population effectués dans la commune depuis 1793. Pour les communes de moins de 10 000 habitants, une enquête de recensement portant sur toute la population est réalisée tous les cinq ans, les populations de référence des années intermédiaires étant quant à elles estimées par interpolation ou extrapolation. Pour la commune, le premier recensement exhaustif entrant dans le cadre du nouveau dispositif a été réalisé en 2006.

En 2022, la commune comptait 302 habitants, en évolution de +3,07 % par rapport à 2016 (Marne : −1,19 %, France hors Mayotte : +2,11 %).
| 1793 | 1800 | 1806 | 1821 | 1831 | 1836 | 1841 | 1846 | 1851 |
| ---- | ---- | ---- | ---- | ---- | ---- | ---- | ---- | ---- |
| 90   | 106  | 102  | 125  | 133  | 129  | 135  | 166  | 175  |

| 1856 | 1861 | 1866 | 1872 | 1876 | 1881 | 1886 | 1891 | 1896 |
| ---- | ---- | ---- | ---- | ---- | ---- | ---- | ---- | ---- |
| 151  | 163  | 166  | 160  | 147  | 145  | 154  | 166  | 179  |

| 1901 | 1906 | 1911 | 1921 | 1926 | 1931 | 1936 | 1946 | 1954 |
| ---- | ---- | ---- | ---- | ---- | ---- | ---- | ---- | ---- |
| 227  | 210  | 189  | 233  | 195  | 189  | 192  | 174  | 192  |

| 1962 | 1968 | 1975 | 1982 | 1990 | 1999 | 2006 | 2011 | 2016 |
| ---- | ---- | ---- | ---- | ---- | ---- | ---- | ---- | ---- |
| 213  | 209  | 195  | 200  | 167  | 249  | 283  | 288  | 293  |

| 2021 | 2022 | - | - | - | - | - | - | - |
| ---- | ---- | - | - | - | - | - | - | - |
| 296  | 302  | - | - | - | - | - | - | - |

### Enseignement
Courlandon accueille un pôle scolaire, qui accueille également les enfants de maternelle et élémentaire des communes voisines de Baslieux-lès-Fismes, Bouvancourt, Breuil-sur-Vesle, Hourges, Magneux, Romain et Unchair.

## Culture locale et patrimoine

### Lieux et monuments

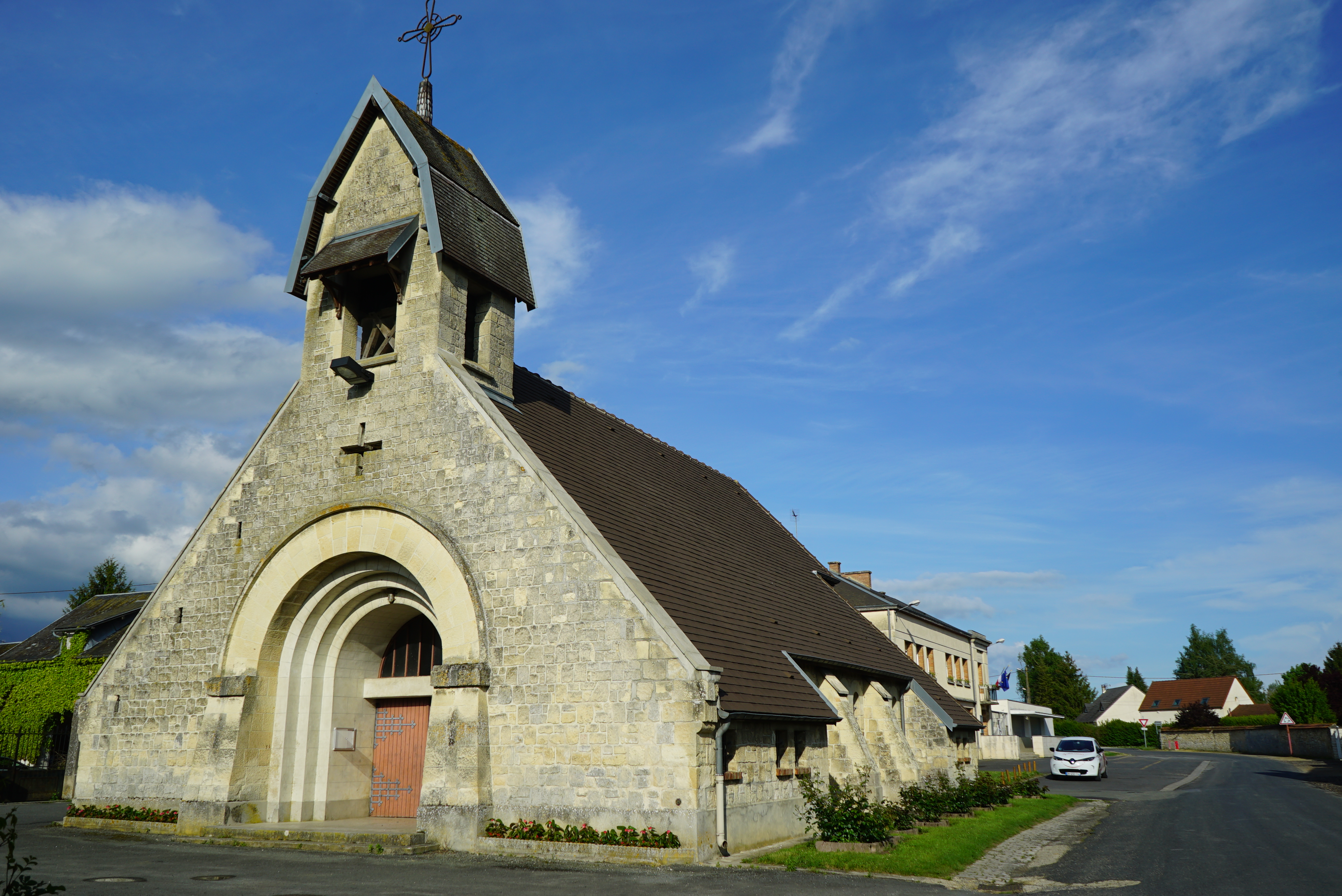
L'église Saint-Laurent.
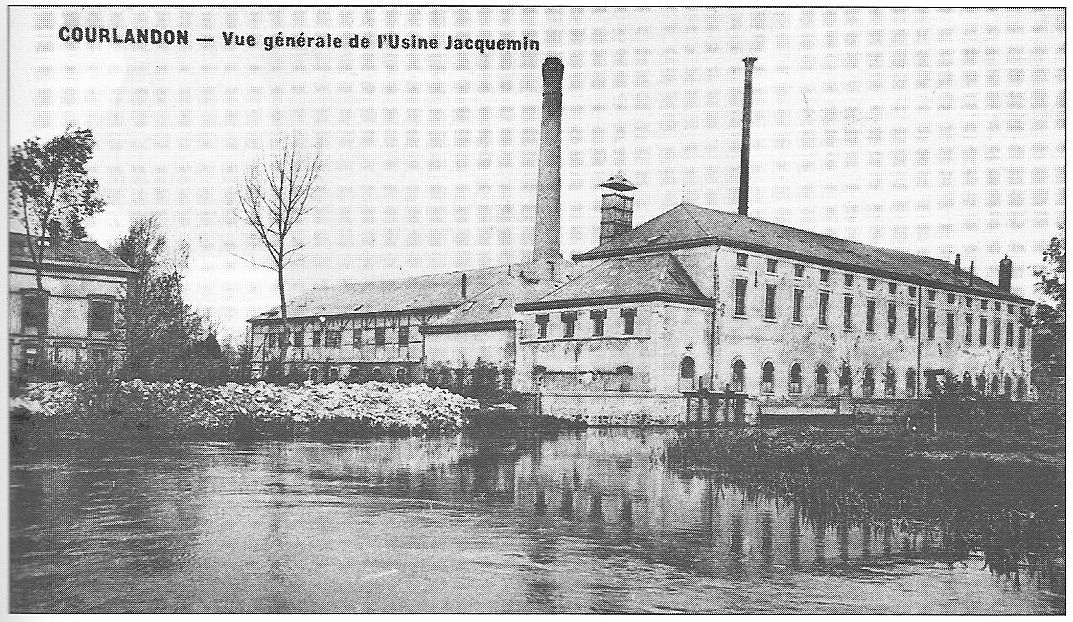
L'ancienne usine Jacquemin.
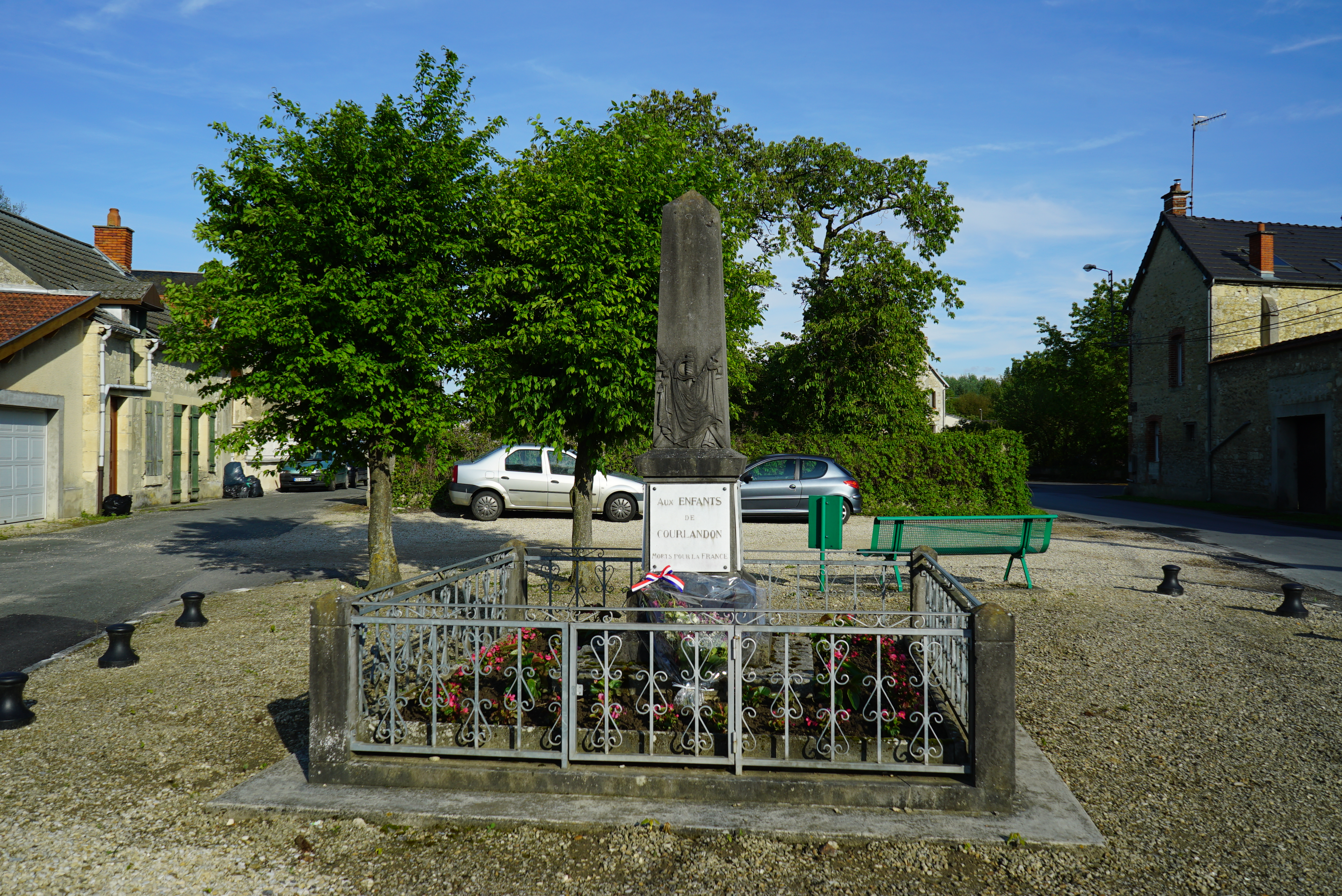
Le monument aux morts.

- L'église Saint-Laurent.
- L'ancienne usine Jacquemin.
- Le monument aux morts.